# Gumbo

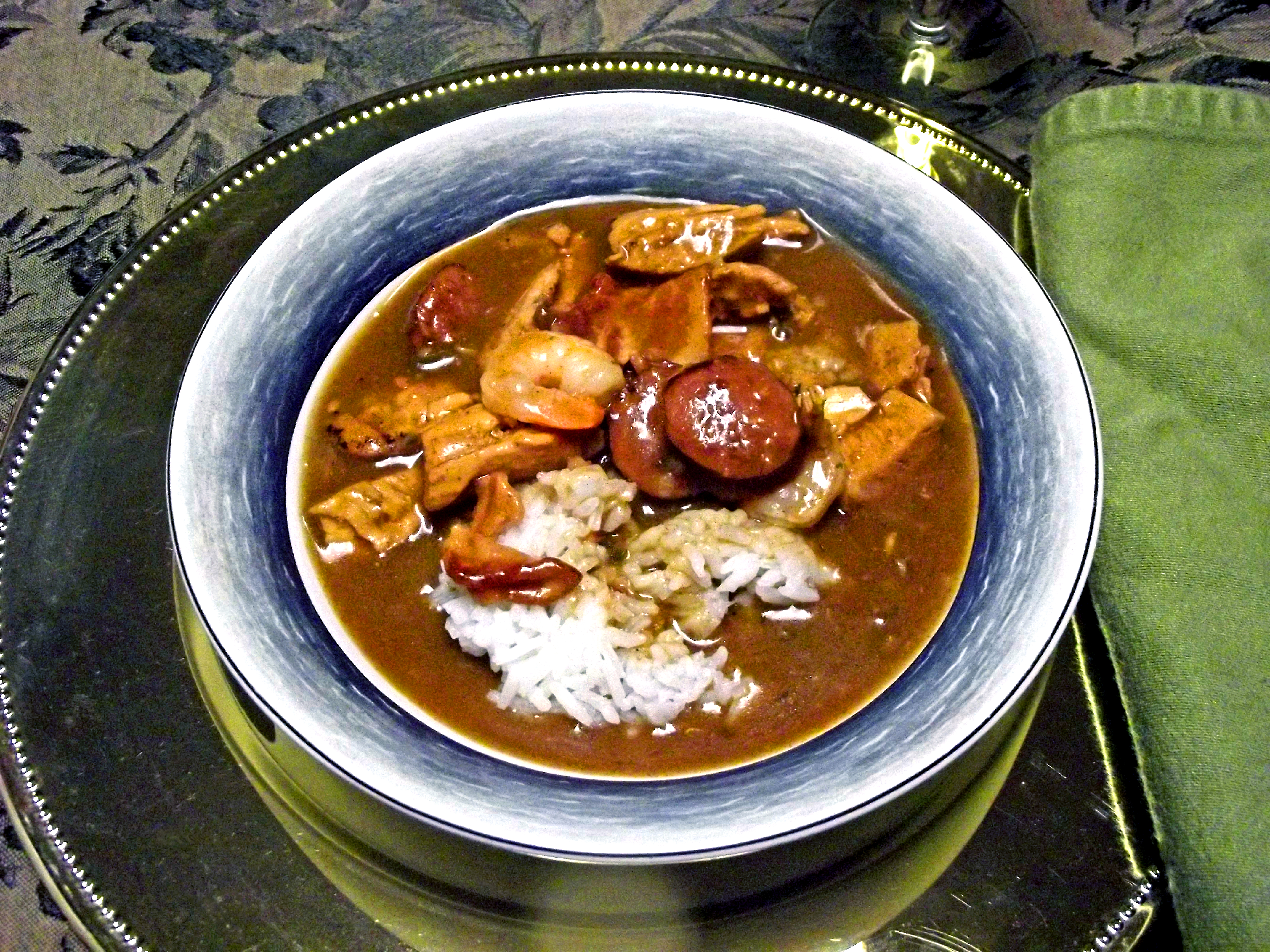
Gumbo

Gumbo is een stoofpot waarvan het recept in de 18e eeuw in de Amerikaanse staat Louisiana is ontstaan. Het bestaat uit vlees en/of vis, okra, roux, sassafraskruiden en de Cajun holy trinity (een mengsel van paprika, selderij en ui).
Het gerecht kent zijn oorsprong in de etnische mengelmoes die Louisiana altijd geweest is en waarbij Franse, Afrikaanse, Spaanse en Indiaanse kookwijzen en ingrediënten werden gecombineerd. Mogelijk heeft het Franse gerecht bouillabaisse ooit als basis gediend. De naam Gumbo is waarschijnlijk afgeleid uit een van de Niger-Congotalen of uit het Choctaw. Het woord heeft ook een bredere betekenis. Zo spreekt men van de samenleving van Louisiana ook van een Gumbo, een mix van verschillende culturen die elk hun eigen identiteit behoudt maar toch een gezamenlijk geheel vormt.
Het gerecht werd voor het eerst beschreven in 1802. Het werd pas vanaf de jaren tachtig van de twintigste eeuw populair in de rest van de Verenigde Staten.